# Західна хокейна ліга 2025—2026
Західна хокейна ліга 2025—2026 — 60-й чемпіонат ЗХЛ. Регулярний сезон розпочнеться 19 вересня 2024 року.